# بوراتش (جمهوری چک)
بوراتش (به چکی: Borač) یک منطقهٔ مسکونی در جمهوری چک است که در ناحیه برنو-تسوونتری واقع شده‌است. بوراتش ۵٫۹۲ کیلومتر مربع مساحت و ۳۴۴ نفر جمعیت دارد و ۲۷۹ متر بالاتر از سطح دریا واقع شده‌است.